# Canal La Florida
El canal La Florida, también llamado, de la Luz es una vía de agua utilizada para la generación de energía eléctrica en la ciudad de Santiago de Chile. Las aguas del canal son derivadas del canal San Carlos a 5340 metros de su bocatoma en el Río Maipo y fluyen, casi paralelamente al oriente del San Carlos, hasta la comuna de La Florida donde aprovechan el desnivel de 100 metros de altura al volver nuevamente al canal San Carlos.
La central hidroeléctrica fue inaugurada el 26 de diciembre de 1909.: 173 